# Emil Walther (Amtmann)
Emil Conrad Walther (* 20. Juni 1807 in Gaildorf; † 14. Mai 1857 in Ludwigsburg) war ein württembergischer Oberamtmann.

## Leben
Emil Walthers Vater war Direktor des Medizinkollegiums in Stuttgart. Nach dem Besuch des Gymnasiums in Stuttgart besuchte er von 1822 bis 1826 die theologischen Seminare in Blaubeuren und Tübingen. Anschließend studierte er von 1826 bis 1830 Rechtswissenschaften in Tübingen. 1831 legte er die Dienstprüfung beim Departement des Innern ab. Davor arbeitete er als Volontär in der Kanzlei des Oberamtmanns Bauer in Aalen. Seine berufliche Laufbahn begann Emil Walther 1831 als Aktuar beim Amtsoberamt Stuttgart. Von 1831 bis 1834 war er Aktuar beim Oberamt Schorndorf und von 1834 bis 1836 Referendär in der Kanzlei des Innenministeriums. Ab 1836 war er zuerst Amtsverweser und dann Oberamtmann beim Oberamt Tettnang. Von 1843 bis 1845 leitete er als Oberamtmann das Oberamt Künzelsau, von 1845 bis 1849 das Oberamt Hall und von 1849 bis 1856 das Oberamt Böblingen. Von 1856 bis 1857 war er als Regierungsrat bei der Regierung des Neckarkreises in Ludwigsburg tätig, wo er im Dienst verstarb.